# 外川漁港

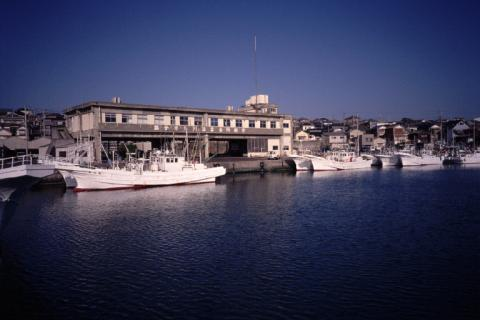
外川漁港（1998年3月2日撮影）

外川漁港（とかわぎょこう）は、千葉県銚子市にある第2種漁港。銚子市のある銚子半島南部に位置し、背後に台地があり集落は斜面と低地にある。水郷筑波国定公園の区域内にあり東端は犬吠埼、南側は屏風ヶ浦から九十九里浜に続いている。

## 概要
外川漁港は銚子半島先端部の南側に太平洋に面して位置し、北側に位置し利根川に面する銚子漁港とともに古くから銚子市の漁港として栄えた。
- 管理者 - 千葉県農林水産部水産局
- 漁業協同組合 - 銚子市
- 組合員数 -
- 漁港番号 -
- 水揚量 -

## 歴史
銚子河口付近は水深が浅く、潮の流れが急であったため、徳川家康江戸入府（天正18年（1590年））の後、江戸時代初期に入ると、徳川氏によって行われた利根川中下流の付け替えにかかわる一連の河川改修として利根川東遷事業が行われた。これにより、利根川の水は太平洋への分水嶺を越えて常陸川へ十分な水量が流され、太平洋へ注ぐ銚子河口まで繋がる安定した江戸の水運が成立し、銚子河口（常陸川最下流）に位置していた銚子漁港には近畿地方（令制国上の畿内、特に紀伊国・和泉国・摂津国など）から漁民が大量に出漁し、以後、鰯漁が大漁であったことから、銚子に定住する人々が増えるようになり活気づくことになった。
江戸時代前期の漁師である紀州藩領紀伊国有田郡広村の崎山次郎右衛門は地元紀州で漁業を営んでいる際、海難に遭い、下総国海上郡飯沼村や高神村の人々に助けられる。助けられた恩返しから明暦2年（1656年）飯沼村に移り住み、マカセ網漁と呼ばれる漁法でイワシ漁を始め、万治元年（1658年）と寛文元年（1661年）の2期にわたって高神村の外川浦に港を造ったのが外川漁港の始まりである。屋号は大納屋。次郎右衛門は故郷から多くの漁師を呼び寄せ、漁業と海運を営み、当時の盛況ぶりは「外川千軒大繁昌」と語り継がれている。当時、背後の漁師町は東西南北は碁盤の目のような道路を敷いて、おもにイワシは水揚げ後このまっすぐな道路を上の砂地まで押し上げて、そこで「干鰯」（ほしか）を作り、全国の農地の肥料として売りさばき、大儲けをした。
築港は近くで採掘された安山岩や砂岩が使用され、この港は長い間ほぼそのまま使用されて、1922年に初めて全面改築された。
1950年10月31日、3丈あまりの高潮が漁港を襲い49隻が流される被害を受けた。死者1人。
現在の外川漁港は、外洋へ直接出ることができる釣り船の基地としても利用されている。ここで水揚げされる「キンメダイ」は「銚子つりきんめ」と呼ばれ、千葉県のブランド水産品に認定されている。

## 沿革
- 1658年（万治元年） - 紀州有田郡広村出身の崎山次郎右衛門によって本浦築港。
- 1661年（寛文元年） - 新浦の竣工。
- 1922年（大正11年） - 築港以来初めて全面改築。
- 1952年（昭和27年）2月29日 - 第2種漁港に指定。

## 主な魚種
- キンメダイ、アカムツ、クロムツ

## その他
押見修造の漫画『惡の華』で、仲村佐和が母親と暮らす町として登場する。春日高男と常磐文が外川駅を下車し、仲村を訪ねて食堂水越（実在モデルはつかさ食堂）へ向かう途上風景に漁港が描かれている。